# Lista constructorilor din Formula 1
Formula 1, abreviată drept F1, este cea mai înaltă clasă de curse auto definită de Federația Internațională de Automobile (FIA), organismul de conducere mondial al sporturilor cu motor. „Formula” din nume face aluzie la o serie de reguli stabilite de FIA la care toți participanții și vehiculele trebuie să se conformeze. În fiecare an, se desfășoară Campionatului Mondial de Formula 1, constând dintr-o serie de curse, cunoscute sub numele de Mari Premii, desfășurate de obicei pe circuite special construite și, în câteva cazuri, pe străzile închise ale unui oraș. Constructorilor li se acordă puncte în funcție de poziția de finalizare a fiecăruia dintre cei doi piloți ai lor la fiecare Mare Premiu, iar constructorul care acumulează cele mai multe puncte în fiecare campionat este încoronat Campionul Mondial al Constructorilor din acel an. Până la Marele Premiu al Australiei din 2022 inclusiv, au existat 171 de constructori în Formula 1 care au participat la cel puțin una dintre cele 1.079 de curse ale Campionatului Mondial FIA de la primul astfel de eveniment, Marele Premiu al Marii Britanii din 1950.
Constructorii sunt persoane sau entități corporative care proiectează părți cheie ale mașinilor de Formula 1, care au concurat sau sunt destinate să concureze în Campionatul Mondial FIA. Începând cu 1981, a fost o cerință ca fiecare concurent să aibă drepturi exclusive de utilizare a anumitor părți cheie ale mașinii sale – în 2018, aceste piese erau celula de supraviețuire, structura de impact frontal, structurile de rulare și caroserie.
Ferrari deține recordul pentru cele mai multe campionate câștigate, atât la constructori cât și la piloți, cu șaisprezece, respectiv cincisprezece. Ferrari deține, de asemenea, recordul pentru cele mai multe victorii ale unui constructor, 248, cele mai multe pole position-uri, 253, cele mai multe puncte, 10418, și cele mai multe podiumuri, 830. Ferrari a intrat, de asemenea, la mai multe Mari Premii decât orice alt constructor, cu 1106 de înscrieri și, de asemenea, menține recordul pentru cele mai multe starturi în cursă, 1104. Cel mai recent constructor care a debutat a fost RB la Marele Premiu al Bahrainului din 2024.

## Terminologie
În cursele de Formula 1, termenii „constructor” și „concurent” au semnificații specifice și diferite. Un participant sau concurent este persoana sau entitatea corporativă care înregistrează o mașină și un pilot pentru o cursă și este apoi responsabil pentru pregătirea și întreținerea acelei mașini în timpul weekendului de cursă. Ca rezultat al acestui rol de pregătire și al implicării active în desfășurarea cursei, termenul „echipă” a devenit aplicat în mod obișnuit unei organizații participante. Statisticienii nu sunt întotdeauna de acord cu privire la modul de numărare a statisticilor legate de aceste entități.

### Constructori
Conform articolului 6.3 din Regulamentul Sportiv FIA, „Un constructor este persoana (inclusiv orice entitate corporativă sau neîncorporată) care proiectează piesele enumerate prezentate în apendicele 6. Marca unui motor sau șasiu este numele atribuit acestuia de către constructorul său.” Aceste „părți enumerate” includ celula de supraviețuire, structura de impact frontal, structurile de rulare și caroserie. Totuși, dacă șasiul și motorul sunt realizate de entități diferite, constructorul le cuprinde pe ambele (de exemplu, McLaren-Mercedes, Lotus-Climax etc.), numele constructorului șasiului fiind plasat înaintea celui al constructorului motorului. Întrucât atât șasiul, cât și motorul sunt incluse în numele constructorului, șasiurile rulate cu motoare diferite sunt considerate ca doi constructori separati și marchează puncte separat. Acest lucru s-a întâmplat pentru ultima dată în sezonul 1985, când echipa Tyrrell a rulat șasiul propulsat de ambele motoare Ford și Renault, a obținut puncte cu ambele motoare și, astfel, a terminat pe locul 9 ca Tyrrell-Ford și pe locul 10 ca Tyrrell-Renault în Campionatul Mondial al Constructorilor.
Conform articolului 6.2 din regulamentele sportive FIA, „Titlul de Constructor Campion Mondial de Formula 1 va fi acordat concurentului care a obținut cel mai mare număr de puncte”. Din sezonul inaugural al Campionatului Mondial al Constructorilor, 1958, și până în sezonul 1978, doar pilotul cu cel mai mare punctaj din fiecare cursă pentru fiecare constructor a contribuit cu puncte la Campionatul Mondial al Constructorilor (pe atunci oficial ca Cupa Internațională pentru Constructorii de Formula 1); din sezonul 1979, punctele de la toate mașinile introduse de fiecare constructor s-au luat în calcul pentru totalul de puncte pentru constructorul respectiv în campionat.

### Echipe
Începând cu sezonul 1981, FIA a cerut participanților în Formula 1 să dețină drepturile intelectuale asupra șasiului cu care intră în campionat, astfel încât distincția dintre termenii „concurent” și „constructor”, și prin urmare și „echipă”, a devenit mai puțin pronunțată, deși drepturile intelectuale ale motoarelor pot fi încă deținute de o altă entitate. În acel sezon, Cupa Internațională pentru Constructorii de Formula 1 a fost redenumită oficial în Campionatul Mondial al Constructorilor.
Înainte de acest moment, constructorii erau liberi să-și vândă șasiul la câte alte echipe doreau. Șasiurile Brabham și Lotus au fost utilizate pe scară largă de alte echipe în anii 1960 și 1970 și câteva echipe private destul de competitive nu și-au construit niciodată propriul șasiu. Rob Walker Racing Team a fost cel mai de succes exemplu, fiind responsabil pentru primele victorii în Formula 1 atât pentru Cooper, cât și pentru Lotus. Conceptul de echipă „de fabrică” sau „de uzină” (adică echipa oficială a companiei care produce mașinile, spre deosebire de o echipă client care le cumpără) se aplică așadar șasiului în același mod ca și în raliuri și cursele de mașini sport.
Au fost câteva excepții recente în care o companie specializată, neînscrisă ea însăși în campionat, a fost însărcinată să proiecteze și să construiască un șasiu pentru o echipă; Lola a construit mașini pentru Larrousse și BMS Scuderia Italia la sfârșitul anilor 1980 și începutul anilor 1990, de exemplu. Punctele obținute de Larousse în sezonul 1990 au fost șterse după ce FIA a decis că s-au nominalizat în mod fals pe ei înșiși și nu pe Lola drept constructor de șasiu. În 1978, noua echipă Arrows, care fusese înființată de fostul personal al Shadow, a fost dată în judecată de către Shadow pe motiv că mașina Arrows FA/1 era o copie a sasiului DN9 a lui Shadow - o opinie susținută de Înalta Curte din Marea Britanie, care i-a interzis lui Arrows să concureaze cu FA/1.
Au existat cazuri mai recente cu  Ligier (1995), Sauber (2004), Scuderia Toro Rosso (2006–2007) și Super Aguri (2007–2008) în care echipele au fost acuzate că au folosit un șasiu produs de un alt constructor (respectiv Benetton, Ferrari, Red Bull Racing și Honda). Nu s-a luat nicio măsură împotriva vreuneia dintre aceste echipe, autoritățile sportive fiind mulțumite în fiecare caz că echipa deține proprietatea intelectuală asupra șasiului cu care au concurat.
De la mijlocul sezonului 1973 și până la sfârșitul sezonului 2013, fiecare echipă a avut numere de curse permanente de la cursă la cursă pe tot parcursul sezonului. Între 1974 și 1995, numerele s-au bazat pe pozițiile finale ale echipelor în Campionatul Constructorilor din 1973 (cu mici modificări, de exemplu, numerele tradiționale folosite de Ferrari au fost 11–12 până în 1980, și 27–28 după 1981) și fiecare echipă își schimba numerele doar dacă aveau pilotul care câștigase Campionatul Mondial al Piloților în sezonul precedent – pilotul câștigător luând numărul 1 și coechipierul său numărul 2, iar echipa care avea anterior acele numere trecea la cele proaspăt eliberate. Între 1996 și 2013, numerele s-au bazat pe pozițiile finale ale echipelor în Campionatul Constructorilor din sezonul precedent, cu numerele 1 și 2 atribuite campionului în curs și coechipierului său. În perioada 1974-1995, Tyrrell a fost singura echipă care a păstrat aceleași numere (3 și 4) în fiecare sezon. Începând cu 2014, numerele de curse sunt atribuite piloților în loc de echipe.
Numărul de mașini înscrise de o echipă într-o singură cursă nu a fost strict limitat în anii 1950 și începutul anilor 1960. Începând cu sezonul 1963, echipele au avut voie să intre cu doar două mașini obișnuite, a treia mașină fiind rezervată unui pilot ocazional. Această regulă a fost promovată în continuare și în sezonul 1974 prin atribuirea numerelor permanente de cursă fiecărei echipe în perechi, a treia mașină având numărul de curse diferit. Intrarea cu mai mult de trei mașini a fost tolerată în mod excepțional, mai ales în ceea ce privește echipa BRM în sezoanele 1971 și 1972. Cu toate acestea, multe echipe în această perioadă au intrat în curse cu doar două mașini, de ex. începând cu sezonul 1973 și până în prezent (cu o excepție la Marele Premiu al Italiei din 1976 în legătură cu revenirea lui Lauda) Ferrari nu a intrat cu mai mult de două mașini în curse. Din sezonul 1985, FIA a cerut ca echipele să introducă cel mult două mașini pentru o cursă.

#### Naționalitatea echipei
Spre deosebire de piloți, cărora li se cere să concureze în Campionatul Mondial de Formula 1 FIA sub naționalitatea pașaportului lor, Codul Sportiv Internațional al FIA prevede că echipele care concurează în Campionatul Mondial de Formula 1 FIA vor concura sub naționalitatea Clubului Național de Automobile care a emis licența lor de curse FIA. Pe baza acestui regulament, în ciuda faptului că majoritatea echipelor actuale au sediul în Regatul Unit, această țară este reprezentată oficial în Formula 1 doar de echipe care dețin o licență de curse eliberată de Autoritatea Sportivă Națională Britanică. Echipele iau naționalitatea Clubului Național de Automobile care le-a eliberat licența pentru perioada de valabilitate a acelei licențe și este permisă schimbarea naționalității. Mai multe echipe și-au schimbat naționalitatea în timpul perioadei lor în Formula 1, unele dintre ele chiar de două ori (de exemplu, Shadow în 1976 din americană în britanică, Benetton în 1996 din britanică în italiană, Red Bull în 2007 din britanică în austriacă, Renault în 2011 din franceză în britanică și în 2016 înapoi în franceză). Benetton este singura echipă care a obținut victorii sub două naționalități diferite. Înainte de apariția schemelor de culori sponsorizate în sezonul 1968, naționalitatea echipei determina culoarea mașinii introduse de acea echipă; astfel, mașinile echipelor italiene erau roșu rosso corsa, cele franțuzești albastru bleu de France, iar cele britanice (cu câteva excepții, precum Rob Walker, Brabham și McLaren) foloseau verdele britanic de curse. Deoarece licența este dată unei echipe și nu unui constructor, echipele private care au folosit mașini construite de constructori dintr-o altă țară înainte de sezonul 1968 și-au vopsit mașinile în culoarea națională a țării lor de origine, de ex. echipa privată a francezului Guy Ligier a intrat cu mașini vopsite în albastru bleu de France care au fost construite de constructorul britanic Cooper în sezoanele 1966 și 1967.
În ceea ce privește naționalitatea unei echipe, din cauza sediilor echipelor din Marea Britanie, au apărut mai multe greșeli pe listele oficiale de înscriere emise de FIA sau pe ceremoniile pe podium de după cursă, de ex. Wolf deținând naționalitatea canadiană, și Shadow (în 1973) și Penske deținând naționalitatea americană, toate au fost identificate drept britanice pe listele oficiale de înscriere; un alt exemplu este imnul național britanic care a sunat pe podium în onoarea câștigătoarelor Jordan și Red Bull (în 2009), deși acestea au deținut naționalitatea irlandeză, respectiv austriacă.

## Constructori pentru sezonul 2024
Actualizat după Marele Premiu de la Miami din 2025
Notă: Până în 1965, fiecare constructor era licențiat în țara în care avea sediul cu adevărat. În 1965, constructorul japonez Honda și-a mutat echipa din Tokyo, Japonia, la Amsterdam, Țările de Jos, urmat în 1966 de constructorul american Eagle, care avea sediul în Rye, East Sussex, Regatul Unit. De la începutul anilor 2000, majoritatea constructorilor au sediul în Regatul Unit, dar sunt licențiați în altă țară, restul având sediul în Italia (Maranello și Faenza) și Elveția (Hinwil).
Cheie: Curse intrate = Numărul de curse individuale înscrise; Curse începute = Numărul de curse individuale începute; Piloți = Numărul de piloți; Înscrieri totale = Numărul total de curse înscrise; Victorii = Numărul de curse câștigate; Puncte = Numărul de puncte acumulate în Campionatul Mondial; Pole-uri = Numărul de pole position-uri; TR = Numărul de tururi rapide; Podiumuri = Numărul de clasări pe podium; CMC = Campionate Mondiale la Constructori câștigate; CMP = Campionate Mondiale la Piloți câștigate.
| Constructor     | Motor      | Licențiat în  | Sezoane                            | Curse | Starturi | Piloți | Victorii | Puncte  | Pole-uri | CMRT | Podiumuri | CMC | CMP | Echipe anterioare                                                                                    |
| --------------- | ---------- | ------------- | ---------------------------------- | ----- | -------- | ------ | -------- | ------- | -------- | ---- | --------- | --- | --- | --- |
| Alpine          | Renault    | Franța        | 2021–prezent                       | 96    | 96       | 4      | 1        | 520     | 0        | 1    | 6         | 0   | 0   | Toleman⁠(d) (1981–1985), / Benetton (1986–2001), / Renault (2002–2011, 2016–2020), Lotus (2012–2015)  |
| Aston Martin    | Mercedes   | Regatul Unit  | 1959–1960, 2021–prezent            | 102   | 101      | 7      | 0        | 520     | 0        | 3    | 9         | 0   | 0   | Jordan (1991–2005), Midland (2006), Spyker (2007), Force India (2008–2018), Racing Point (2018–2020) |
| Ferrari         | Ferrari    | Italia        | 1950–prezent                       | 1.106 | 1.104    | 83     | 248      | 10.418  | 253      | 263  | 830       | 16  | 15  | — |
| Haas            | Ferrari    | Statele Unite | 2016–prezent                       | 196   | 196      | 9      | 0        | 327     | 1        | 3    | 0         | 0   | 0   | — |
| McLaren         | Mercedes   | Regatul Unit  | 1966–prezent                       | 980   | 976      | 52     | 194      | 7.203,5 | 167      | 176  | 534       | 8   | 12  | — |
| Mercedes        | Mercedes   | Germania      | 1954–1955, 2010–prezent            | 323   | 323      | 13     | 129      | 7.831,5 | 141      | 110  | 302       | 8   | 9   | Tyrrell (1970–1998), BAR (1999–2005), Honda (2006–2008), Brawn (2009)                                |
| Racing Bulls    | Honda RBPT | Italia        | 2024–prezent                       | 30    | 30       | 4      | 0        | 54      | 0        | 1    | 0         | 0   | 0   | Minardi (1985–2005), Toro Rosso (2006–2019), AlphaTauri (2020–2023)                                  |
| Red Bull Racing | Honda RBPT | Austria       | 2005–prezent                       | 400   | 399      | 13     | 123      | 7.942   | 106      | 99   | 285       | 6   | 7   | Stewart (1997–1999) Jaguar (2000–2004)                                                               |
| Sauber          | Ferrari    | Elveția       | 1993–2005, 2010–2018, 2024-prezent | 406   | 405      | 31     | 0        | 523     | 0        | 3    | 10        | 0   | 0   | / Alfa Romeo (1950–1951, 1979–1985, 2019–2023), BMW Sauber (2006–2009)                               |
| Williams        | Mercedes   | Regatul Unit  | 1978–prezent                       | 833   | 832      | 49     | 114      | 3.674   | 128      | 133  | 313       | 9   | 7   | — |

## Foști constructori
Cheie: Curse intrate = Numărul de curse individuale înscrise; Curse începute = Numărul de curse individuale începute; Piloți = Numărul de piloți; Înscrieri totale = Numărul total de curse înscrise; Victorii = Numărul de curse câștigate; Puncte = Numărul de puncte acumulate în Campionatul Mondial; Pole-uri = Numărul de pole position-uri; TR = Numărul de tururi rapide; Podiumuri = Numărul de clasări pe podium; CMC = Campionate Mondiale la Constructori câștigate; CMP = Campionate Mondiale la Piloți câștigate.
| Constructor                                | Licențiat în                  | Sezoane                                                | Curse intrate | Curse începute | Piloți | Înscrieri totale | Victorii | Puncte | Pole-uri | TR | Podiumuri | CMC | CMP |
| ------------------------------------------ | ----------------------------- | ------------------------------------------------------ | ------------- | -------------- | ------ | ---------------- | -------- | ------ | -------- | -- | --------- | --- | --- |
| Alex von Falkenhausen Motorenbau⁠(d)        | Germania                      | 1952–1953                                              | 4             | 4              | 6      | 9                | 0        | n/a    | 0        | 0  | 0         | n/a | 0   |
| Automobiles Gonfaronnaises Sportives (AGS) | Franța                        | 1986–1991                                              | 80            | 32             | 10     | 124              | 0        | 2      | 0        | 0  | 0         | 0   | 0   |
| Alfa Romeo                                 | Italia, · Elveția             | 1950–1951, 1979–1985, 2019–2023                        | 214           | 214            | 23     | 443              | 10       | 199    | 12       | 16 | 26        | 0   | 2   |
| Alfa Special                               | Africa de Sud                 | 1963, 1965                                             | 2             | 2              | 1      | 2                | 0        | 0      | 0        | 0  | 0         | 0   | 0   |
| AlphaTauri                                 | Italia                        | 2020-2023                                              | 83            | 83             | 6      | 166              | 1        | 309    | 0        | 2  | 2         | 0   | 0   |
| Alta⁠(d)                                    | Regatul Unit                  | 1950–1952                                              | 5             | 5              | 4      | 6                | 0        | n/a    | 0        | 0  | 0         | n/a | 0   |
| Amon                                       | Noua Zeelandă                 | 1974                                                   | 4             | 1              | 2      | 4                | 0        | 0      | 0        | 0  | 0         | 0   | 0   |
| Andrea Moda                                | Italia                        | 1992                                                   | 12            | 1              | 4      | 16               | 0        | 0      | 0        | 0  | 0         | 0   | 0   |
| Apollon                                    | Elveția                       | 1977                                                   | 5             | 1              | 1      | 1                | 0        | 0      | 0        | 0  | 0         | 0   | 0   |
| Arrows                                     | Regatul Unit                  | 1978-1990, 1997-2002                                   | 296           | 291            | 29     | 590              | 0        | 142    | 1        | 0  | 8         | 0   | 0   |
| Arzani-Volpini⁠(d)                          | Italia                        | 1955                                                   | 1             | 0              | 1      | 1                | 0        | n/a    | 0        | 0  | 0         | n/a | 0   |
| Aston Butterworth⁠(d)                       | Regatul Unit                  | 1952                                                   | 4             | 1              | 2      | 4                | 0        | n/a    | 0        | 0  | 0         | n/a | 0   |
| Automobili Turismo e Sport                 | Italia                        | 1963                                                   | 5             | 5              | 2      | 10               | 0        | 0      | 0        | 0  | 0         | 0   | 0   |
| Auto Technisches Spezialzubehör⁠(d) (ATS)   | Germania                      | 1977–1984                                              | 107           | 89             | 15     | 146              | 0        | 7      | 0        | 0  | 0         | 0   | 0   |
| British American Racing                    | Regatul Unit                  | 1999–2005                                              | 118           | 116            | 7      | 236              | 0        | 227    | 2        | 0  | 15        | 0   | 0   |
| Behra-Porsche⁠(d)                           | Germania                      | 1959–1960                                              | 4             | 2              | 4      | 4                | 0        | 0      | 0        | 0  | 0         | 0   | 0   |
| Bellasi⁠(d)                                 | Elveția                       | 1970–1971                                              | 6             | 2              | 1      | 6                | 0        | 0      | 0        | 0  | 0         | 0   | 0   |
| Benetton                                   | Regatul Unit, · Italia        | 1986–2001                                              | 260           | 260            | 17     | 520              | 27       | 851.5  | 15       | 36 | 102       | 1   | 2   |
| BMW Sauber                                 | Germania                      | 2006–2009                                              | 70            | 70             | 4      | 140              | 1        | 352    | 1        | 2  | 17        | 0   | 0   |
| Boro                                       | Țările de Jos                 | 1976–1977                                              | 8             | 6              | 4      | 8                | 0        | 0      | 0        | 0  | 0         | 0   | 0   |
| Brabham                                    | Regatul Unit                  | 1962–1987, 1989–1992                                   | 403           | 394            | 39     | 995              | 35       | 843    | 39       | 42 | 124       | 2   | 4   |
| Brawn GP                                   | Regatul Unit                  | 2009                                                   | 17            | 17             | 2      | 34               | 8        | 172    | 5        | 4  | 15        | 1   | 1   |
| British Racing Motors                      | Regatul Unit                  | 1951, 1956–1977                                        | 208           | 197            | 71     | 559              | 17       | 385    | 11       | 15 | 61        | 1   | 1   |
| British Racing Partnership⁠(d)              | Regatul Unit                  | 1963–1964                                              | 13            | 13             | 2      | 19               | 0        | 11     | 0        | 0  | 0         | 0   | 0   |
| Bugatti                                    | Franța                        | 1956                                                   | 1             | 1              | 1      | 1                | 0        | n/a    | 0        | 0  | 0         | n/a | 0   |
| Caterham                                   | Malaezia                      | 2012–2014                                              | 56            | 56             | 8      | 112              | 0        | 0      | 0        | 0  | 0         | 0   | 0   |
| Cisitalia⁠(d)                               | Italia                        | 1952                                                   | 1             | 0              | 1      | 1                | 0        | n/a    | 0        | 0  | 0         | n/a | 0   |
| Coloni⁠(d)                                  | Italia                        | 1987–1991                                              | 65            | 13             | 8      | 81               | 0        | 0      | 0        | 0  | 0         | 0   | 0   |
| Connaught⁠(d)                               | Regatul Unit                  | 1952–1959                                              | 18            | 17             | 29     | 52               | 0        | 0      | 0        | 0  | 1         | 0   | 0   |
| Connew⁠(d)                                  | Regatul Unit                  | 1972                                                   | 2             | 1              | 1      | 2                | 0        | 0      | 0        | 0  | 0         | 0   | 0   |
| Cooper Car Company                         | Regatul Unit                  | 1950, 1952–1969                                        | 129           | 129            | 111    | 528              | 16       | 301    | 11       | 14 | 58        | 2   | 2   |
| Dallara⁠(d)                                 | Italia                        | 1988–1992                                              | 80            | 78             | 6      | 144              | 0        | 15     | 0        | 0  | 2         | 0   | 0   |
| Derrington-Francis⁠(d)                      | Regatul Unit                  | 1964                                                   | 1             | 1              | 1      | 1                | 0        | 0      | 0        | 0  | 0         | 0   | 0   |
| De Tomaso⁠(d)                               | Italia                        | 1961–1963, 1970                                        | 15            | 10             | 8      | 18               | 0        | 0      | 0        | 0  | 0         | 0   | 0   |
| Eagle⁠(d) (Anglo American Racers)           | Statele Unite                 | 1966–1969                                              | 26            | 26             | 7      | 35               | 1        | 17     | 0        | 2  | 2         | 0   | 0   |
| Eifelland⁠(d)                               | Germania                      | 1972                                                   | 8             | 8              | 1      | 8                | 0        | 0      | 0        | 0  | 0         | 0   | 0   |
| Emeryson⁠(d)                                | Regatul Unit                  | 1956, 1961–1962                                        | 6             | 4              | 6      | 7                | 0        | 0      | 0        | 0  | 0         | 0   | 0   |
| Eisenacher Motorenwerk⁠(d)                  | Germania de Est               | 1953                                                   | 1             | 1              | 1      | 1                | 0        | n/a    | 0        | 0  | 0         | n/a | 0   |
| Ecurie Nationale Belge⁠(d)                  | Belgia                        | 1962                                                   | 1             | 1              | 1      | 1                | 0        | 0      | 0        | 0  | 0         | 0   | 0   |
| Ensign⁠(d)                                  | Regatul Unit                  | 1973–1982                                              | 134           | 98             | 25     | 154              | 0        | 19     | 0        | 1  | 0         | 0   | 0   |
| English Racing Automobiles⁠(d)              | Regatul Unit                  | 1950–1952                                              | 7             | 7              | 7      | 12               | 0        | n/a    | 0        | 0  | 0         | n/a | 0   |
| EuroBrun                                   | Italia                        | 1988–1990                                              | 46            | 15             | 5      | 76               | 0        | 0      | 0        | 0  | 0         | 0   | 0   |
| Ferguson Research Ltd.⁠(d)                  | Regatul Unit                  | 1961                                                   | 1             | 1              | 2      | 1                | 0        | 0      | 0        | 0  | 0         | 0   | 0   |
| Fittipaldi Automotive⁠(d) (Copersucar)      | Brazilia                      | 1975–1982                                              | 120           | 103            | 8      | 156              | 0        | 44     | 0        | 0  | 3         | 0   | 0   |
| Fondmetal                                  | Italia                        | 1991–1992                                              | 29            | 19             | 4      | 42               | 0        | 0      | 0        | 0  | 0         | 0   | 0   |
| Footwork                                   | Regatul Unit                  | 1991-1996                                              | 97            | 91             | 11     | 194              | 0        | 25     | 0        | 0  | 1         | 0   | 0   |
| Force India (Sahara)                       | India                         | 2008–2018                                              | 203           | 203            | 7      | 406              | 0        | 987    | 1        | 5  | 6         | 0   | 0   |
| Forti                                      | Italia                        | 1995–1996                                              | 28            | 23             | 4      | 54               | 0        | 0      | 0        | 0  | 0         | 0   | 0   |
| Frank Williams Racing Cars⁠(d)              | Regatul Unit                  | 1972–1976                                              | 61            | 56             | 25     | 112              | 0        | 6      | 0        | 0  | 0         | 0   | 0   |
| Frazer-Nash⁠(d)                             | Regatul Unit                  | 1952                                                   | 4             | 4              | 2      | 4                | 0        | n/a    | 0        | 0  | 0         | n/a | 0   |
| Fry⁠(d)                                     | Regatul Unit                  | 1959                                                   | 1             | 0              | 1      | 1                | 0        | 0      | 0        | 0  | 0         | 0   | 0   |
| Gilby Engineering⁠(d)                       | Regatul Unit                  | 1961–1963                                              | 6             | 3              | 2      | 6                | 0        | 0      | 0        | 0  | 0         | 0   | 0   |
| Gordini⁠(d)                                 | Franța                        | 1952–1956                                              | 33            | 33             | 23     | 101              | 0        | n/a    | 0        | 1  | 2         | n/a | 0   |
| Greifzu⁠(d)                                 | Germania de Est               | 1953                                                   | 1             | 1              | 1      | 1                | 0        | n/a    | 0        | 0  | 0         | n/a | 0   |
| Hesketh⁠(d)                                 | Regatul Unit                  | 1974–1978                                              | 60            | 52             | 15     | 97               | 1        | 48     | 0        | 1  | 7         | 0   | 0   |
| Hill⁠(d)                                    | Regatul Unit                  | 1975                                                   | 11            | 10             | 6      | 21               | 0        | 3      | 0        | 0  | 0         | 0   | 0   |
| HRT (Hispania Racing Team)                 | Spania                        | 2010–2012                                              | 58            | 56             | 8      | 116              | 0        | 0      | 0        | 0  | 0         | 0   | 0   |
| Honda                                      | Japonia                       | 1964–1968 2006–2008                                    | 88            | 88             | 8      | 154              | 3        | 154    | 2        | 2  | 9         | 0   | 0   |
| HWM⁠(d) (Hersham and Walton Motors)         | Regatul Unit                  | 1951–1955                                              | 16            | 14             | 15     | 48               | 0        | n/a    | 0        | 0  | 0         | n/a | 0   |
| Jaguar                                     | Regatul Unit                  | 2000–2004                                              | 85            | 85             | 8      | 170              | 0        | 49     | 0        | 0  | 2         | 0   | 0   |
| JBW⁠(d)                                     | Regatul Unit                  | 1959–1961                                              | 6             | 5              | 1      | 6                | 0        | 0      | 0        | 0  | 0         | 0   | 0   |
| Jordan                                     | Irlanda                       | 1991–2005                                              | 250           | 250            | 30     | 500              | 4        | 291    | 2        | 2  | 19        | 0   | 0   |
| Kauhsen⁠(d)                                 | Germania                      | 1979                                                   | 2             | 0              | 1      | 2                | 0        | 0      | 0        | 0  | 0         | 0   | 0   |
| Klenk⁠(d)                                   | Germania                      | 1954                                                   | 1             | 1              | 1      | 1                | 0        | n/a    | 0        | 0  | 0         | n/a | 0   |
| Kojima⁠(d)                                  | Japonia                       | 1976–1977                                              | 2             | 2              | 3      | 3                | 0        | 0      | 0        | 0  | 0         | 0   | 0   |
| Kurtis⁠(d)                                  | Statele Unite                 | 1959                                                   | 12            | 12             | 1      | 1                | 0        | 0      | 0        | 0  | 0         | 0   | 0   |
| Lambo (Modena Team)                        | Italia                        | 1991                                                   | 16            | 6              | 2      | 32               | 0        | 0      | 0        | 0  | 0         | 0   | 0   |
| Lancia                                     | Italia                        | 1954–1955                                              | 4             | 4              | 4      | 10               | 0        | n/a    | 2        | 1  | 1         | n/a | 0   |
| Larrousse                                  | Franța                        | 1993–1994                                              | 32            | 32             | 7      | 64               | 0        | 5      | 0        | 0  | 0         | 0   | 0   |
| LDS⁠(d)                                     | Africa de Sud                 | 1962–1963, 1965, 1967–1968                             | 5             | 5              | 3      | 8                | 0        | 0      | 0        | 0  | 0         | 0   | 0   |
| LEC⁠(d)                                     | Regatul Unit                  | 1977                                                   | 5             | 3              | 1      | 5                | 0        | 0      | 0        | 0  | 0         | 0   | 0   |
| Leyton House                               | Regatul Unit                  | 1990–1991                                              | 32            | 30             | 3      | 64               | 0        | 8      | 0        | 0  | 1         | 0   | 0   |
| Life                                       | Italia                        | 1990                                                   | 14            | 0              | 2      | 14               | 0        | 0      | 0        | 0  | 0         | 0   | 0   |
| Ligier/Talbot Ligier                       | Franța                        | 1976–1996                                              | 332           | 326            | 28     | 612              | 9        | 388    | 9        | 10 | 50        | 0   | 0   |
| Lola                                       | Regatul Unit                  | 1962–1963, 1967–1968, 1974–1975, 1985–1991, 1993, 1997 | 152           | 146            | 27     | 280              | 0        | 45     | 1        | 0  | 3         | 0   | 0   |
| Lotus (1958–1994)                          | Regatul Unit                  | 1958–1994                                              | 491           | 489            | 122    | 1332             | 79       | 1332   | 107      | 70 | 172       | 7   | 6   |
| Lotus (2010–2011)                          | Malaezia                      | 2010–2011                                              | 38            | 38             | 3      | 76               | 0        | 0      | 0        | 0  | 0         | 0   | 0   |
| Lotus (2012–2015)                          | Regatul Unit                  | 2012–2015                                              | 77            | 77             | 5      | 154              | 2        | 706    | 0        | 5  | 25        | 0   | 0   |
| Lyncar⁠(d)                                  | Regatul Unit                  | 1974–1975                                              | 2             | 1              | 1      | 2                | 0        | 0      | 0        | 0  | 0         | 0   | 0   |
| Maki⁠(d)                                    | Japonia                       | 1974–1976                                              | 8             | 0              | 3      | 8                | 0        | 0      | 0        | 0  | 0         | 0   | 0   |
| Manor⁠(d)                                   | Regatul Unit                  | 2016                                                   | 21            | 21             | 3      | 42               | 0        | 1      | 0        | 0  | 0         | 0   | 0   |
| March                                      | Regatul Unit                  | 1970–1977, 1981–1982, 1987–1989, 1992                  | 208           | 197            | 54     | 579              | 3        | 172.5  | 5        | 7  | 21        | 0   | 0   |
| Martini⁠(d)                                 | Franța                        | 1978                                                   | 9             | 4              | 1      | 7                | 0        | 0      | 0        | 0  | 0         | 0   | 0   |
| Marussia                                   | Rusia, · Regatul Unit         | 2012–2015                                              | 74            | 73             | 7      | 144              | 0        | 2      | 0        | 0  | 0         | 0   | 0   |
| Maserati                                   | Italia                        | 1950–1960                                              | 77            | 70             | 106    | 423              | 9        | 9      | 10       | 15 | 37        | 0   | 2   |
| Matra                                      | Franța                        | 1967–1972                                              | 61            | 61             | 5      | 117              | 9        | 163    | 4        | 12 | 21        | 1   | 1   |
| MBM⁠(d)                                     | Elveția                       | 1961                                                   | 1             | 0              | 1      | 1                | 0        | 0      | 0        | 0  | 0         | 0   | 0   |
| McGuire                                    | Australia                     | 1977                                                   | 1             | 0              | 1      | 1                | 0        | 0      | 0        | 0  | 0         | 0   | 0   |
| Merzario⁠(d)                                | Italia                        | 1978–1979                                              | 31            | 10             | 3      | 32               | 0        | 0      | 0        | 0  | 0         | 0   | 0   |
| Midland                                    | Rusia                         | 2006                                                   | 18            | 18             | 2      | 36               | 0        | 0      | 0        | 0  | 0         | 0   | 0   |
| Milano⁠(d)                                  | Italia                        | 1950                                                   | 1             | 0              | 1      | 1                | 0        | n/a    | 0        | 0  | 0         | n/a | 0   |
| Minardi                                    | Italia                        | 1985–2005                                              | 346           | 340            | 42     | 676              | 0        | 38     | 0        | 0  | 0         | 0   | 0   |
| Onyx                                       | Regatul Unit                  | 1989–1990                                              | 26            | 17             | 6      | 52               | 0        | 6      | 0        | 0  | 1         | 0   | 0   |
| O.S.C.A.⁠(d)                                | Italia                        | 1951–1953, 1958                                        | 7             | 4              | 5      | 11               | 0        | 0      | 0        | 0  | 0         | 0   |     |
| Osella                                     | Italia                        | 1980–1990                                              | 172           | 132            | 17     | 253              | 0        | 5      | 0        | 0  | 0         | 0   | 0   |
| Pacific                                    | Regatul Unit                  | 1994–1995                                              | 33            | 22             | 5      | 66               | 0        | 0      | 0        | 0  | 0         | 0   | 0   |
| Parnelli⁠(d)                                | Statele Unite                 | 1974–1976                                              | 16            | 16             | 1      | 16               | 0        | 6      | 0        | 1  | 0         | 0   | 0   |
| Penske⁠(d)                                  | Statele Unite                 | 1974–1977                                              | 41            | 40             | 7      | 46               | 1        | 23     | 0        | 0  | 3         | 0   | 0   |
| Porsche                                    | Germania                      | 1957–1964                                              | 36            | 33             | 13     | 75               | 1        | 46     | 1        | 0  | 5         | 0   | 0   |
| Prost                                      | Franța                        | 1997–2001                                              | 83            | 83             | 9      | 166              | 0        | 35     | 0        | 0  | 3         | 0   | 0   |
| RAM⁠(d)                                     | Regatul Unit                  | 1983–1985                                              | 44            | 31             | 8      | 73               | 0        | 0      | 0        | 0  | 0         | 0   | 0   |
| Racing Point                               | Regatul Unit                  | 2018–2020                                              | 47            | 47             | 4      | 94               | 1        | 320    | 1        | 0  | 4         | 0   | 0   |
| RE⁠(d)                                      | Rhodesia                      | 1965                                                   | 1             | 0              | 1      | 1                | 0        | 0      | 0        | 0  | 0         | 0   | 0   |
| Renault                                    | Franța, · Regatul Unit        | 1977–1985, 2002–2011, 2016–2020                        | 403           | 400            | 26     | 788              | 35       | 1.777  | 51       | 33 | 105       | 2   | 2   |
| Rebaque⁠(d)                                 | Mexic                         | 1979                                                   | 3             | 1              | 1      | 3                | 0        | 0      | 0        | 0  | 0         | 0   | 0   |
| Rial⁠(d)                                    | Germania                      | 1988–1989                                              | 32            | 21             | 6      | 48               | 0        | 6      | 0        | 0  | 0         | 0   | 0   |
| Scarab⁠(d)                                  | Statele Unite                 | 1960                                                   | 5             | 2              | 4      | 10               | 0        | 0      | 0        | 0  | 0         | 0   | 0   |
| Scirocco⁠(d)                                | Regatul Unit                  | 1963–1964                                              | 7             | 5              | 3      | 9                | 0        | 0      | 0        | 0  | 0         | 0   | 0   |
| Shadow⁠(d)                                  | Statele Unite, · Regatul Unit | 1973–1980                                              | 112           | 103            | 21     | 240              | 1        | 67.5   | 3        | 2  | 7         | 0   | 0   |
| Shannon                                    | Regatul Unit                  | 1966                                                   | 1             | 1              | 1      | 1                | 0        | 0      | 0        | 0  | 0         | 0   | 0   |
| Simca-Gordini⁠(d)                           | Franța                        | 1950–1953                                              | 15            | 14             | 11     | 29               | 0        | n/a    | 0        | 0  | 0         | n/a | 0   |
| Simtek                                     | Regatul Unit                  | 1994–1995                                              | 21            | 21             | 7      | 40               | 0        | 0      | 0        | 0  | 0         | 0   | 0   |
| Spirit                                     | Regatul Unit                  | 1983–1985                                              | 25            | 23             | 3      | 25               | 0        | 0      | 0        | 0  | 0         | 0   | 0   |
| Spyker                                     | Țările de Jos                 | 2007                                                   | 17            | 17             | 4      | 34               | 0        | 1      | 0        | 0  | 0         | 0   | 0   |
| Stebro⁠(d)                                  | Canada                        | 1963                                                   | 1             | 1              | 1      | 1                | 0        | 0      | 0        | 0  | 0         | 0   | 0   |
| Stewart                                    | Regatul Unit                  | 1997–1999                                              | 49            | 49             | 4      | 98               | 1        | 47     | 1        | 0  | 5         | 0   | 0   |
| Super Aguri                                | Japonia                       | 2006–2008                                              | 39            | 39             | 5      | 39               | 0        | 4      | 0        | 0  | 0         | 0   | 0   |
| Surtees⁠(d)                                 | Regatul Unit                  | 1970–1978                                              | 119           | 118            | 38     | 260              | 0        | 53     | 0        | 3  | 2         | 0   | 0   |
| SVA⁠(d)                                     | Italia                        | 1950                                                   | 1             | 0              | 1      | 1                | 0        | n/a    | 0        | 0  | 0         | n/a | 0   |
| Talbot-Lago⁠(d)                             | Franța                        | 1950–1951                                              | 13            | 13             | 18     | 81               | 0        | n/a    | 0        | 0  | 2         | n/a | 0   |
| Tec-Mec⁠(d)                                 | Statele Unite                 | 1959                                                   | 1             | 1              | 1      | 1                | 0        | 0      | 0        | 0  | 0         | 0   | 0   |
| Tecno⁠(d)                                   | Italia                        | 1972–1973                                              | 12            | 10             | 3      | 14               | 0        | 1      | 0        | 0  | 0         | 0   | 0   |
| Theodore⁠(d)                                | Hong Kong                     | 1978, 1981–1983                                        | 51            | 34             | 10     | 64               | 0        | 2      | 0        | 0  | 0         | 0   | 0   |
| Token⁠(d)                                   | Regatul Unit                  | 1974                                                   | 4             | 3              | 3      | 4                | 0        | 0      | 0        | 0  | 0         | 0   | 0   |
| Toleman⁠(d)                                 | Regatul Unit                  | 1981–1985                                              | 70            | 53             | 9      | 131              | 0        | 26     | 1        | 2  | 3         | 0   | 0   |
| Toro Rosso                                 | Italia                        | 2006–2019                                              | 268           | 268            | 14     | 536              | 1        | 500    | 1        | 1  | 3         | 0   | 0   |
| Toyota                                     | Japonia                       | 2002–2009                                              | 140           | 139            | 9      | 276              | 0        | 278.5  | 3        | 3  | 13        | 0   | 0   |
| Trojan⁠(d)                                  | Regatul Unit                  | 1974                                                   | 8             | 6              | 1      | 8                | 0        | 0      | 0        | 0  | 0         | 0   | 0   |
| Tyrrell                                    | Regatul Unit                  | 1970–1998                                              | 433           | 430            | 47     | 884              | 23       | 617    | 14       | 20 | 77        | 1   | 2   |
| Vanwall                                    | Regatul Unit                  | 1954–1960                                              | 29            | 28             | 12     | 66               | 9        | 48     | 7        | 6  | 13        | 1   | 0   |
| Venturi⁠(d)                                 | Franța                        | 1992                                                   | 16            | 16             | 2      | 32               | 0        | 1      | 0        | 0  | 0         | 0   | 0   |
| Veritas⁠(d)                                 | Germania                      | 1951–1953                                              | 6             | 6              | 15     | 18               | 0        | n/a    | 0        | 0  | 0         | n/a | 0   |
| Virgin                                     | Regatul Unit, · Rusia         | 2010–2011                                              | 38            | 38             | 3      | 76               | 0        | 0      | 0        | 0  | 0         | 0   | 0   |
| Wolf (Walter Wolf Racing)                  | Canada                        | 1977–1979                                              | 48            | 47             | 4      | 54               | 3        | 79     | 1        | 2  | 13        | 0   | 0   |
| Zakspeed⁠(d)                                | Germania                      | 1985–1989                                              | 74            | 54             | 7      | 136              | 0        | 2      | 0        | 0  | 0         | 0   | 0   |
| Constructor                                | Licențiat în                  | Sezoane                                                | Curse intrate | Curse începute | Piloți | Înscrieri totale | Victorii | Puncte | Pole-uri | TR | Podiumuri | CMC | CMP |

### Doar Indianapolis 500
Următorii sunt constructori a căror singură participare a fost la Indianapolis 500, din 1950 până în 1960, când cursa făcea parte din Campionatul Mondial al Piloților de Formula 1. Toate aveau sediul în Statele Unite.
- Adams⁠(d)
- Bromme⁠(d)
- Christensen⁠(d)
- Deidt⁠(d)
- Del Roy⁠(d)
- Dunn⁠(d)
- Elder⁠(d)
- Epperly⁠(d)
- Ewing⁠(d)
- Hall
- Kuzma⁠(d)
- Langley⁠(d)
- Lesovsky⁠(d)
- Marchese⁠(d)
- Meskowski⁠(d)
- Moore⁠(d)
- Nichels⁠(d)
- Olson⁠(d)
- Pankratz⁠(d)
- Pawl⁠(d)
- Phillips⁠(d)
- Rae⁠(d)
- Schroeder⁠(d)
- Sherman⁠(d)
- Snowberger⁠(d)
- Stevens⁠(d)
- Sutton⁠(d)
- Trevis⁠(d)
- Turner
- Watson⁠(d)
- Wetteroth⁠(d)

## Echipe private
Următoarele sunt echipe private care nu și-au construit niciodată propriul șasiu și, prin urmare, nu au fost catalogate drept „constructori”:
- AE Moss⁠(d) (1954)
- Bernard White Racing⁠(d) (1966–1968)
- BMS Scuderia Italia (1988–1993)
- British Formula One Racing Team⁠(d) (1977)
- BS Fabrications⁠(d) (1976–1978)
- Camoradi International⁠(d) (1959–1961)
- DW Racing Enterprises (1963–1967)
- Ecurie Belge (1950–1953)
- Ecurie Bleue⁠(sv)[traduceți] (1950, 1959–1960)
- Ecurie Bonnier⁠(d) (1957–1958, 1966–1971)
- Ecurie Ecosse⁠(d) (1952–1954)
- Ecurie Espadon (1950–1952)
- Ecurie Lutetia (1950)
- Ecurie Maarsbergen⁠(d) (1957–1964)
- Ecurie Rosier⁠(d) (1950–1956)
- Enrico Platé⁠(d)[l] (1950–1953)
- Equipe Moss⁠(d) (1954)
- Escuderia Bandeirantes⁠(d) (1951–1953)
- FISA (1961)
- FR Gerard Cars (1950–1951, 1953–1954, 1956–1957)
- Goldie Hexagon Racing⁠(d) (1974)
- John Willment Automobiles (1964–1965)
- Juan Manuel Fangio (1958)
- Matra International (1968–1969)
- Mecom Racing Team⁠(d) (1962)
- North American Racing Team⁠(d) (1964–1965, 1969)
- de⁠(Otelle Nucci)[Nucci&page=de&targettitle=de traduceți] (1962–1963, 1965)
- Reg Parnell Racing⁠(d) (1959, 1961–1969)
- Rob Walker Racing Team⁠(d) (1953–1955, 1957–1970)
- Scuderia Achille Varzi⁠(d) (1950)
- Scuderia Ambrosiana⁠(d) (1950–1951, 1954)
- Scuderia Centro Sud⁠(d) (1957–1961, 1963–1965)
- Scuderia Filipinetti⁠(d) (1962–1963)
- Scuderia Sant'Ambroeus (1961)
- Scuderia Sud Americana (1958)
- Silvio Moser Racing Team⁠(d) (1966, 1969–1970)
- T.A.S.O. Mathieson⁠(d) (1953)
- Team Gunston⁠(d) (1962–1963, 1965, 1967–1972, 1974–1975)

### Echipe private după numărul de victorii
| Echipa privată                     | Numărul de victorii | Prima victorie                           | Ultima victorie                          | Constructor(i)            |
| ---------------------------------- | ------------------- | ---------------------------------------- | ---------------------------------------- | ------------------------- |
| Matra International/Tyrrell Racing | 10                  | Marele Premiu al Țărilor de Jos din 1968 | Marele Premiu al Spaniei din 1970        | Matra* (9), March** (1)   |
| Rob Walker Racing                  | 9                   | Marele Premiu al Argentinei din 1958     | Marele Premiu al Marii Britanii din 1968 | Cooper** (4), Lotus** (5) |
| FISA                               | 1                   | Marele Premiu al Franței 1961***         | Marele Premiu al Franței din 1961        | Ferrari                   |

* Toate victoriile constructorului

** Prima victorie pentru constructor

*** Singura cursă de campionat a echipei